# عقد 1210
عقد 1210 هو عقد امتد بين 1 يناير 1210 و31 ديسمبر 1219 بحسب التقويم الميلادي. سبقه عقد 1200 ولحقه عقد 1220.

## أحداث
- معركة بوفين (1214)
- معركة العقاب (1212)
- مجمع لاتران الرابع (1215)

## مواليد
- إيزبيلا ملكة أرمينيا (1213)
- ابن سعيد المغربي (1213)
- إبراهيم بن لقمان (1216)
- هولاكو خان (1217)
- جون الأول، كونت درو (1215)
- فيولانتي من المجر (1215)
- ابن خلكان (1211)
- تكلا هيمانوت (1215)
- علاء الدين محمد بن الحسن (1211)
- هنري الخامس، كونت لوكسمبورغ (1217)
- بياتريس دي إستي، ملكة المجر (1215)

## وفيات
- بياتريس من هوهنشتاوفن (1212)
- الظاهر غازي (1216)
- عبد الله بن حمزة (1217)
- يوأنس السادس (1216)
- جون ملك إنجلترا (1216)
- إينوسنت الثالث (1216)
- فسيفولود الثالث العش الكبير (1212)
- آرام شاه بن قطب الدين (1211)
- ابن هبل (1213)
- شرف الدين الطوسي (1213)
- تامار ملكة جورجيا (1213)

## كتب
- Yves Denis Papin (1998). Chronologie de l'histoire ancienne. Lieu de publication non identifié: Éditions Jean-paul Gisserot. ISBN:2-87747-346-5. OCLC:40746926. مؤرشف من الأصل في 2022-03-16.
- موسوعة حضارة العالم (2002) لأحمد محمد عوف.

## روابط خارجية
- تصفح سنة بسنة عقد 1210 على موقع onthisday.com
- تصفح سنة بسنة عقد 1210 ابتداءً من سنة عقد 1210 على موقع المكتبة الوطنية الفرنسية